# Поворино (малый противолодочный корабль)
«Поворино» (МПК-207) — малый противолодочный корабль проекта 1124М Черноморского флота России, текущий бортовой номер 053.

## История службы
Корабль был заложен на заводе «Ленинская кузница» в Киеве 12 июня 1986 года, спущен на воду 6 мая 1988 года, вошёл в состав флота 21 апреля 1989 года под наименованием МПК-207. 
С 1989 года базировался в Поти (в составе 181-го дивизиона противолодочных кораблей 184-й бригады кораблей охраны водного района). После распада СССР и впоследствии, ликвидации Потийской Военно-Морской базы, в ночь с 31 декабря 1992 на 1 января 1993 года произвел переход в Новороссийск вместе с семьями экипажа и другими эвакуируемыми гражданскими лицами на борту. Лишь 27 июля 1997 года сменил Военно-морской флаг СССР на Андреевский. С 2000 года носит наименование «Поворино» в честь города Поворино Воронежской области, администрация которого приняла на себя шефские обязательства в отношении корабля. 
В период с 2018 по 2021 год, корабль находился в простое по причине технической неисправности и отсутствия главных энергосиловых установок на причале Новороссийской Военно-Морской Базы.
1 июня 2021 года, после издания директивы командующим Черноморским флотом, МПК «Поворино» выведен из состава Военно-морского флота для последующей утилизации, однако в ходе инспектирования НВМБ, по хадатайству героя России контр-адмирала С. В. Рачука, решение было отменено и корабль был направлен на ремонт с целью его восстановления и дальнейшего введения в состав кампании, тем самым корабль избежал печальной участи и продолжил свою службу.

## Командиры
- капитан 3-го ранга Литвинов А. А. — первый командир корабля[уточнить];далее капитан-лейтенант Еремин В.

- капитан-лейтенант Школьный Е. Н. (с 1991 г)
- капитан 3-го ранга Комиссаров А. (с 1995 о 1998 гг)[уточнить];
- капитан-лейтенант Задорожный И. (с 1998 года по 2000 гг)[1];
- капитан 3-го ранга Шешеня В. Н. (с 2000 года по 2003 гг)[1];
- капитан 3-го ранга Шайтор А. Н. (с 2003 по 2006 гг)[1];
- капитан 3-го ранга Клепанчук А. В. (с 2006 по 2008 гг)[1];
- капитан-лейтенант Грицай М. А. (с 2008 по 2010 гг)[1];
- капитан 3-го ранга Шилов Е. Г. (с 2010 г.)[1];
- капитан 3-го ранга Хрипков Евгений Владимирович (2013-2015);
- капитан 3-го ранга Чешков Андрей Вечеславович (до 2019 г.)